# Bulbinella punctulata
Bulbinella punctulata är en grästrädsväxtart som beskrevs av Alexander Zahlbruckner. Bulbinella punctulata ingår i släktet Bulbinella och familjen grästrädsväxter. Inga underarter finns listade i Catalogue of Life.